# Elefant von Antwerpen

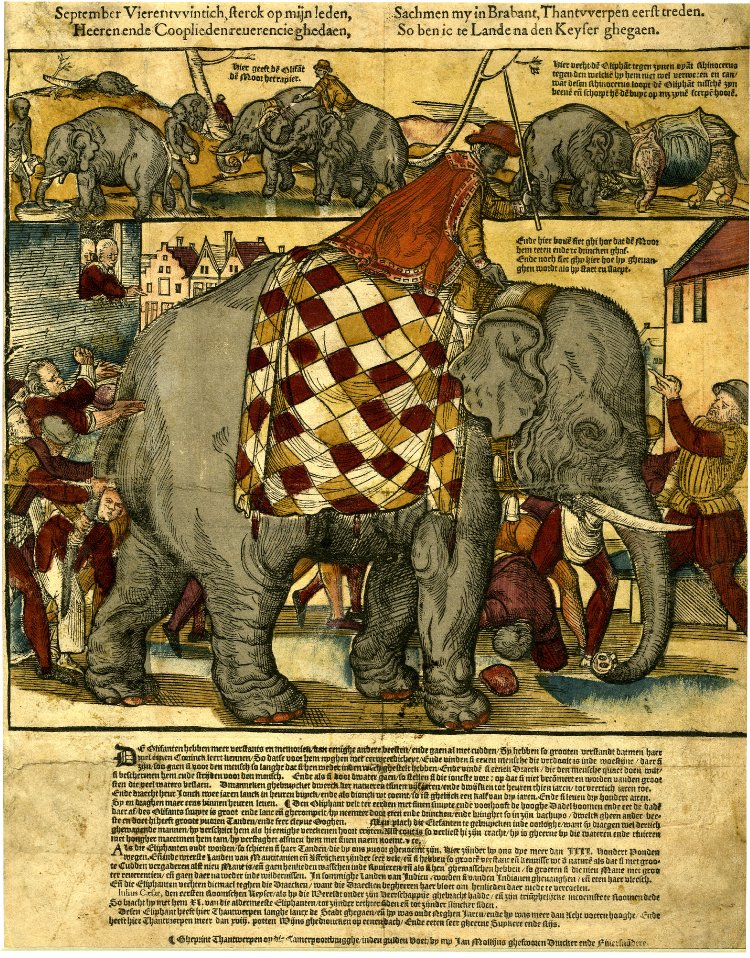
Der zweite Elefant Maximilians II. bei seiner Ankunft in Antwerpen. Flugblatt, gedruckt 1563, handkoloriert

Der Elefant von Antwerpen erregte bei seiner Ankunft in der Stadt 1563 großes Aufsehen bei Bürgern und Gelehrten. Das Tier kam aus Spanien und war auf der Durchreise nach Wien zu Kaiser Maximilian II. Es lebte angeblich bis mindestens 1577.

## Tierleben
Der Elefant war von Ceylon oder aus Indien nach Portugal gekommen und von Katharina von Kastilien, Königin von Portugal, ihrem Enkel Don Carlos, Sohn Philipps II., 1562 zum Geschenk gemacht worden. Von dort bekam Kaiser Maximilian II. das Tier, nachdem sein erster Elefant Soliman 1553 verendet war. Der Nachfolger wurde über den Seeweg nach Antwerpen geliefert und wanderte von dort über Brüssel, Köln und Olmütz nach Wien in die kaiserliche Menagerie Ebersdorf.

Über das Leben des Elefanten in Wien ist wenig bekannt. Der Botaniker Carolus Clusius behauptete, dass er dem Tier, das er bereits in Antwerpen gesehen hatte, am Wiener Hof mehrfach begegnet sei. Belegt ist der Einsatz des Elefanten bei einem kaiserlichen Aufzug in Prag 1570:
In der Fasten 1570 ließ der Fürst auf dem Altstädter Ring ein grandioses Schauspiel aufführen: Mitten auf dem Platz erhob sich der Vulkan Ätna, feuerspeiend nach allen Seiten, von scheußlichen Vögeln umflattert. Plötzlich hörte man Löwengebrüll, der König der Tiere wurde in einem Käfig herbeigebracht. Zum Schluß erschien als Held des Tages der ungeheure Dickhäuter, den König von Indien tragend, ließ sich vor Maximilian nieder, war jedoch nicht zu bewegen, die gleiche Reverenz den anderen hohen Herrschaften zu erweisen. Nach zeitgenössischen Berichten hat der ‹erste› Elefant die Prager in Erstaunen versetzt.
Unbekannt ist das Todesdatum des Elefanten. Heinrich III. habe ihn, so wird berichtet, 1574 auf der Rückreise von Polen nach Frankreich bei einem Aufenthalt in Wien gesehen. Eine Quelle, nach der der Nürnberger Rat im Juli 1577 den Landfahrer Clasen Körber aus der Stadt „mit seinem Elefantenschmalz hinwegschaffen und angeloben“ ließ, „desselben und anderer Seiner Krämereien in der Stadt [...] nicht zu verkaufen“, führte zur Annahme eines Todesjahrs; die Datierung wird indes bezweifelt.

## Wahrnehmungen
Die Ankunft des Elefanten in Antwerpen am 24. September 1563 und seine Reise haben deutliche Spuren hinterlassen. Den  jugendlichen Humanisten Justus Lipsius inspirierte eine Besichtigung des Tiers in Brüssel zu seinem „Lob des Elefanten“, einem auch später oft wieder aufgelegten satirischen Traktat, das den Elefanten als „kindisch“ und „nichtssagend“ darstellt. Die Berichte der Gelehrten zeigten ebenfalls wenig Achtung. Lodovico Giucciardini äußerte sich enttäuscht darüber, dass das Tier nicht die „großartigen Attribute“ aufweise, „von denen die antiken Autoren so vielfältig Nachrichten geben“. In seiner Intelligenz sei der Elefant „so schwerfällig wie in seinem Körper“. Laut Caspar Horns Übersetzung Giucciardinis benehme der Elefant sich „nicht anders als ein Schwein“, er fresse alles, habe „sich auch einmahl im Wein so voll gesoffen daß er gantzer 24. Stunden vor Todt da gelegen“, und sich anschließend, „als er aber den Rausch außgeschlaffen“, auch noch „mehr gefressen als zuvor jemals“.
Ein zeitgenössisches Flugblatt, gedruckt von Jan Mollijn in Antwerpen 1563 und koloriert überliefert, hat das naturgetreue Bild des Tiers bewahrt, nebst Mahut und Publikum, das den Elefanten am Schwanz zieht, sowie allerlei Legenden im Hintergrund.